# Cerviniopsis longicaudata
Cerviniopsis longicaudata is een eenoogkreeftjessoort uit de familie van de Aegisthidae. De wetenschappelijke naam van de soort werd in 1903 voor het eerst geldig gepubliceerd door Georg Ossian Sars.